# Hellen Ferro
Hellen Ferro (Carmen de Patagones, Argentina, 17 de noviembre de 1919 – íd, 17 de febrero de 2011) fue un periodista y crítico de cine, especialidad esta última que ejerció desde la década de 1950 en periódicos de información general como Clarín, La Nación y La Prensa y en medios especializados como Platea.

## Actividad periodística
Ferro se inició como crítico de cine en la revista De frente (1952-1957) dirigida por John William Cooke y la continuó en las revistas Que dirigida por Narciso Machinandiarena, Mundo argentino (cuando era su director Ernesto Sabato y Platea dirigida por Jorge Montes. Trabajó como Jefe de Redacción de Editorial Codex en México y España (1965-1966) y fue crítico de cine en los diarios  El Nacional, La Prensa (1960-1980)., La Nación y Clarin (1974-1983). También escribió ficción -incluidos guiones cinematográficos y fue profesor en diversas instituciones.

## Obras y premios
Fue coautor de los guiones de las películas El tercer huésped, con Ernesto Sabato y Barcos de papel  con José Dominiani inspirado en el libro de Álvaro Yunque, premiada como Mejor Película Adolescente en el Festival Internacional de Cine de Venecia. 
Escribió la novela Los Testigos (1958), Primer Premio de la Provincia de Buenos Aires, el libro de cuentos Dos mujeres y un herraje (1981), Segundo Premio de la Ciudad de Buenos Aires, El convento del Cristo de la Humillación, De noche hasta el infierno, Muertes paralelas, ¿Qué es el cine? , Historia de la Poesía Hispanoamericana, El alma de unos cuerpos y Los versos que aquí se dicen.
Recibió el premio Al maestro con cariño otorgado por TEA y el Premio a la trayectoria por parte de la Asociación de Cronistas Cinematográficos.

## Labor docente y como jurado
Fue Profesor entre 1983 y 1985 en el Centro Experimental y de Realización Cinematográfica (hoy ENERC) dependiente del Instituto Nacional de Cine y Artes Audiovisuales de la Argentina. Dictó cursos en la Universidad Nacional de Tucumán, Universidad Comunitaria y Católica de La Plata, Universidad Iberoamericana de México y Universidad Federal de Río de Janeiro.
En representación de la Asociación de Cronistas Cinematográficos de la Argentina integró el Jurado de los Premios del Instituto Nacional del Cine en 1959 y concurrió en 1962 al Congreso de Teóricos realizado en el Festival Internacional de Cine de Mar del Plata. También integró el Jurado de la Crítica del mismo certamen en 1965 y el Jurado de los Premios Konex en Espectáculos en 1981 y en Artes Visuales en 1982. 
Falleció el 17 de febrero de 2011.